# Robert Norman
Robert Norman (1560 – 1596) è stato un marinaio britannico del XVI secolo diventato successivamente fabbricante di bussole e idrografo.

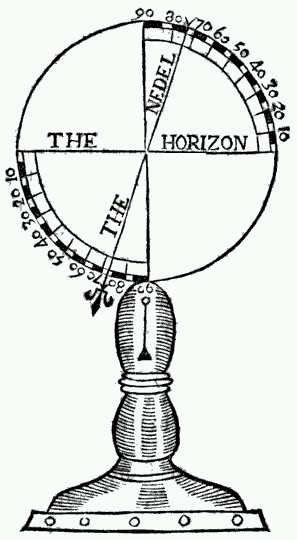
Illustrazione dell'inclinazione magnetica tratta dal libro di Norman, The Newe Attractive

Approfondì il concetto di inclinazione magnetica già delineato da Georg Hartmann e descrisse un metodo per misurarne l'angolo.
Insieme a Vannoccio Biringuccio e tanti altri, è considerato un esponente di quella schiera di nuovi uomini di scienza del XVI secolo definiti “meccanici” che ritenevano che una nuova esigenza del sapere fosse quella legata alle opere concrete ed alla ricerca empirica piuttosto che alle sottigliezze della retorica e della logica fini a se stesse.
È ricordato per il suo pamphlet The newe attractive: shewing the nature, propertie, and manifold vertues of the loadstone : with the declination of the needle, touched therewith under the plaine of the horizon pubblicato nel 1581 ove sono descritte le proprietà della calamita ed alcuni aspetti della navigazione in cui, pur qualificandosi come “matematico non istruito” afferma di aver acquisito un gran numero di informazioni nel corso della sua vita lavorativa e di proporre nel testo questa sua esperienza . Nel pamphlet è descritto il concetto di inclinazione magnetica che devia di un certo angolo rispetto all'orizzonte l'ago di una bussola ed un metodo per misurarla. Questo effetto è causato dall'allineamento dell'ago magnetico con le linee di forza del campo magnetico terrestre che non correndo parallelamente alla superficie terrestre portano lo stesso ago a puntare verso il basso nell'emisfero nord (inclinazione positiva) e verso l'alto nell'emisfero meridionale (inclinazione negativa). L'inclinazione magnetica e le sue variazioni erano già note ai tempi di Norman poiché il fenomeno era già stato descritto da Georg Hartmann nel 1541. 
A Robert Norman è stato intitolato il cratere lunare Norman.